# New Jersey Hall of Fame
Le New Jersey Hall of Fame est une organisation et un temple de la renommée qui honore des personnes de l'État du New Jersey, aux États-Unis, pour leurs contributions à la société et au monde.
Elle est soutenue par le Sénat du New Jersey.